# Phortica takadai
Phortica takadai är en tvåvingeart som först beskrevs av Toyohi Okada 1977.  Phortica takadai ingår i släktet Phortica och familjen daggflugor. Inga underarter finns listade i Catalogue of Life.